# 準三段論
準三段論这个术语有时用来描述也算是直言三段论的三段论，但是它有一个前提是单称的，所以不是直言陈述。
例如:
1. 所有人都是必死的
2. 苏格拉底是人
3. 苏格拉底是必死的

在上面的论证中，尽管前提 1 是直言的，前提 2 却是提及一个个体的单称陈述。尽管这是一个有效的逻辑形式，它却不是严格的直言三段论。
為了符合直言三段論的標準，建议你把任何单称陈述都转换成直言的。
例如:
1. 苏格拉底是人
2. 苏格拉底所在的类中的所有成员都是人

上述两个前提被认为是同一的，在邏輯上等價，但是第一个是单称的而第二个是直言的。